# 2-萘基苄基醚
2-萘基苄基醚是一种有机化合物，也称为苄基-2-萘基醚，结构简式C10H7OCH2C6H5，属于一种芳香醚，可由氯化苄与2-萘酚合成。